# 平瀧站

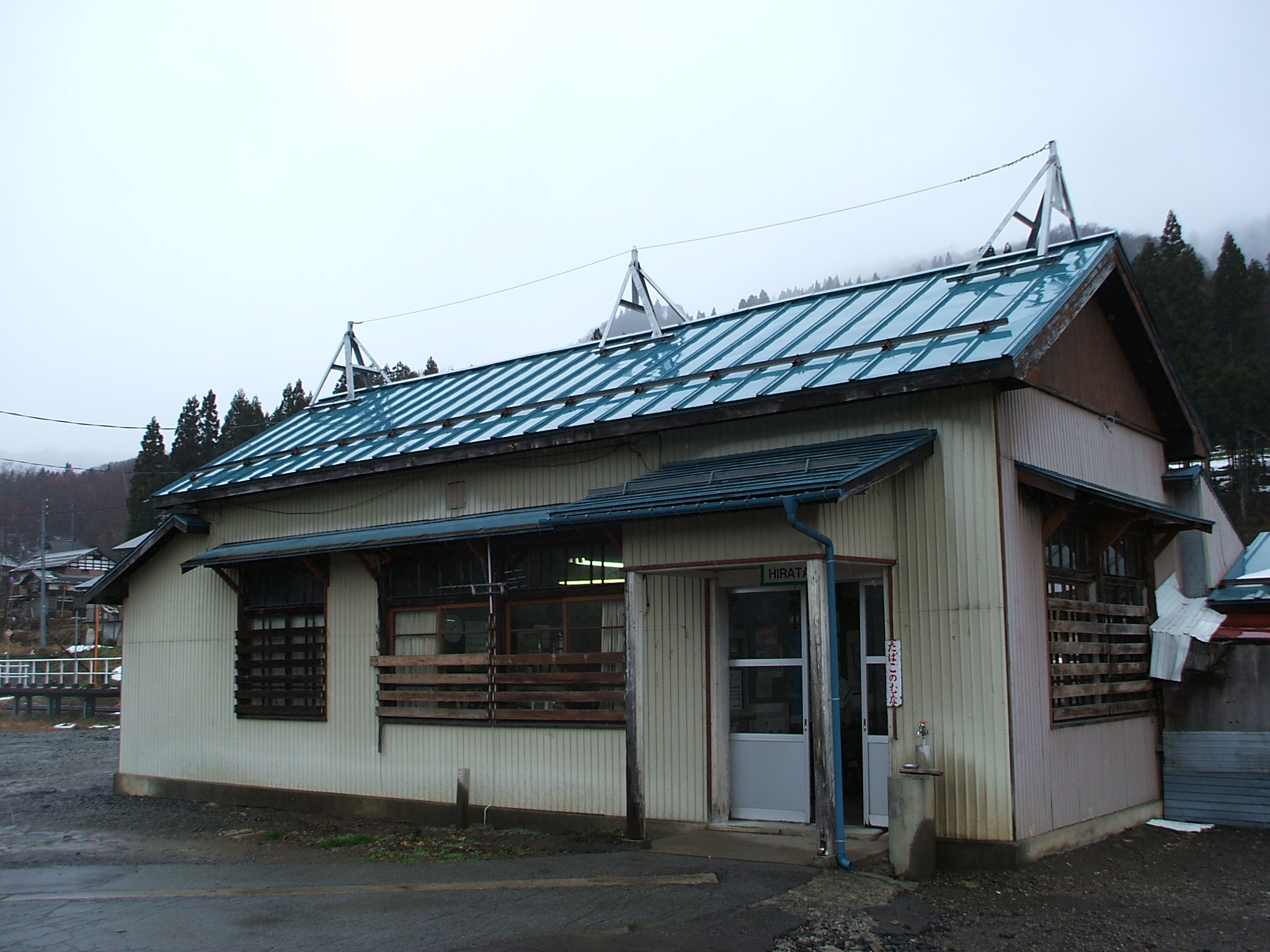
舊車站大樓

平瀧站（日语：／ Hirataki eki */?）是位於長野縣下水内郡榮村大字北信，東日本旅客鐵道（JR東日本）的飯山線車站。

## 歷史
- 1931年（昭和6年）10月16日：飯山鐵道停留所啟用[1]。
- 1934年（昭和9年）9月26日：從停留場升級至車站[1]。
- 1944年（昭和19年）6月1日：隨著飯山鐵道國有化，飯山鐵道編入至運輸通信省（後來為日本國有鐵道）飯山線[3]。
- 1972年（昭和47年）8月：成為簡易委託車站[4]。
- 1987年（昭和62年）4月1日：伴隨國鐵分割民營化，車站由東日本旅客鐵道（JR東日本）營運。
- 2010年（平成22年）11月：翻新車站大樓[1][4]。

## 車站構造
車站是一座地面車站，設有1面1線的單式月台。曾經車站可進行列車交會。在車站啟用以來均設有車站大樓，隨後在2010年進行翻新。
此站是由飯山站管理的簡易委託車站，委托了榮村村民負責售票業務。與信濃白鳥站、橫倉站相同，此站設有在長野分社最後設有售賣常備券的車站。在平成29年，車站引入了POS終端。

## 使用狀況
根據「JR東日本」資料，在2019年度（令和元年度）1日平均乘車人次為2人。截至2019年，此站是JR東日本中最少人使用的車站
以下為近年乘車人次變化。
| 乘車人次變化       | 乘車人次變化     | 乘車人次變化    |
| 年度               | 1日平均 乘車人次 | 參考資料        |
| ------------------ | ---------------- | --------------- |
| 2000年（平成12年） | 24               | [ 利用客数 2 ]  |
| 2001年（平成13年） | 20               | [ 利用客数 3 ]  |
| 2002年（平成14年） | 23               | [ 利用客数 4 ]  |
| 2003年（平成15年） | 21               | [ 利用客数 5 ]  |
| 2004年（平成16年） | 23               | [ 利用客数 6 ]  |
| 2005年（平成17年） | 22               | [ 利用客数 7 ]  |
| 2006年（平成18年） | 23               | [ 利用客数 8 ]  |
| 2007年（平成19年） | 16               | [ 利用客数 9 ]  |
| 2008年（平成20年） | 16               | [ 利用客数 10 ] |
| 2009年（平成21年） | 13               | [ 利用客数 11 ] |
| 2010年（平成22年） | 13               | [ 利用客数 12 ] |
| 2011年（平成23年） | 12               | [ 利用客数 13 ] |
| 2012年（平成24年） | 13               | [ 利用客数 14 ] |
| 2013年（平成25年） | 11               | [ 利用客数 15 ] |
| 2014年（平成26年） | 10               | [ 利用客数 16 ] |
| 2015年（平成27年） | 8                | [ 利用客数 17 ] |
| 2016年（平成28年） | 7                | [ 利用客数 18 ] |
| 2017年（平成29年） | 5                | [ 利用客数 19 ] |
| 2018年（平成30年） | 3                | [ 利用客数 20 ] |
| 2019年（令和元年） | 2                | [ 利用客数 1 ]  |

## 車站周邊
- 平瀧郵局
- 千曲川
- 國道117號（日语：国道117号）

## 相鄰車站
東日本旅客鐵道（JR東日本）
■飯山線
信濃白鳥－平瀧－橫倉

## 注腳

### 使用狀況
1. 1 2  各駅の乗車人員（2019年度） （页面存档备份，存于）（日語） - 東日本旅客鐵道
2. ↑  各駅の乗車人員（2000年度） （页面存档备份，存于）（日語） - 東日本旅客鐵道
3. ↑  各駅の乗車人員（2001年度） （页面存档备份，存于）（日語） - 東日本旅客鐵道
4. ↑  各駅の乗車人員（2002年度） （页面存档备份，存于）（日語） - 東日本旅客鐵道
5. ↑  各駅の乗車人員（2003年度） （页面存档备份，存于）（日語） - 東日本旅客鐵道
6. ↑  各駅の乗車人員（2004年度） （页面存档备份，存于）（日語） - 東日本旅客鐵道
7. ↑  各駅の乗車人員（2005年度） （页面存档备份，存于）（日語） - 東日本旅客鐵道
8. ↑  各駅の乗車人員（2006年度） （页面存档备份，存于）（日語） - 東日本旅客鐵道
9. ↑  各駅の乗車人員（2007年度） （页面存档备份，存于）（日語） - 東日本旅客鐵道
10. ↑  各駅の乗車人員（2008年度） （页面存档备份，存于）（日語） - 東日本旅客鐵道
11. ↑  各駅の乗車人員（2009年度） （页面存档备份，存于）（日語） - 東日本旅客鐵道
12. ↑  各駅の乗車人員（2010年度） （页面存档备份，存于）（日語） - 東日本旅客鐵道
13. ↑  各駅の乗車人員（2011年度） （页面存档备份，存于）（日語） - 東日本旅客鐵道
14. ↑  各駅の乗車人員（2012年度） （页面存档备份，存于）（日語） - 東日本旅客鐵道
15. ↑  各駅の乗車人員（2013年度） （页面存档备份，存于）（日語） - 東日本旅客鐵道
16. ↑  各駅の乗車人員（2014年度） （页面存档备份，存于）（日語） - 東日本旅客鐵道
17. ↑  各駅の乗車人員（2015年度） （页面存档备份，存于）（日語） - 東日本旅客鐵道
18. ↑  各駅の乗車人員（2016年度） （页面存档备份，存于）（日語） - 東日本旅客鐵道
19. ↑  各駅の乗車人員（2017年度） （页面存档备份，存于）（日語） - 東日本旅客鐵道
20. ↑  各駅の乗車人員（2018年度） （页面存档备份，存于）（日語） - 東日本旅客鐵道

## 外部連結
- 車站資訊（平瀧）：東日本旅客鐵道（日語）